# Влияние Уильяма Шекспира

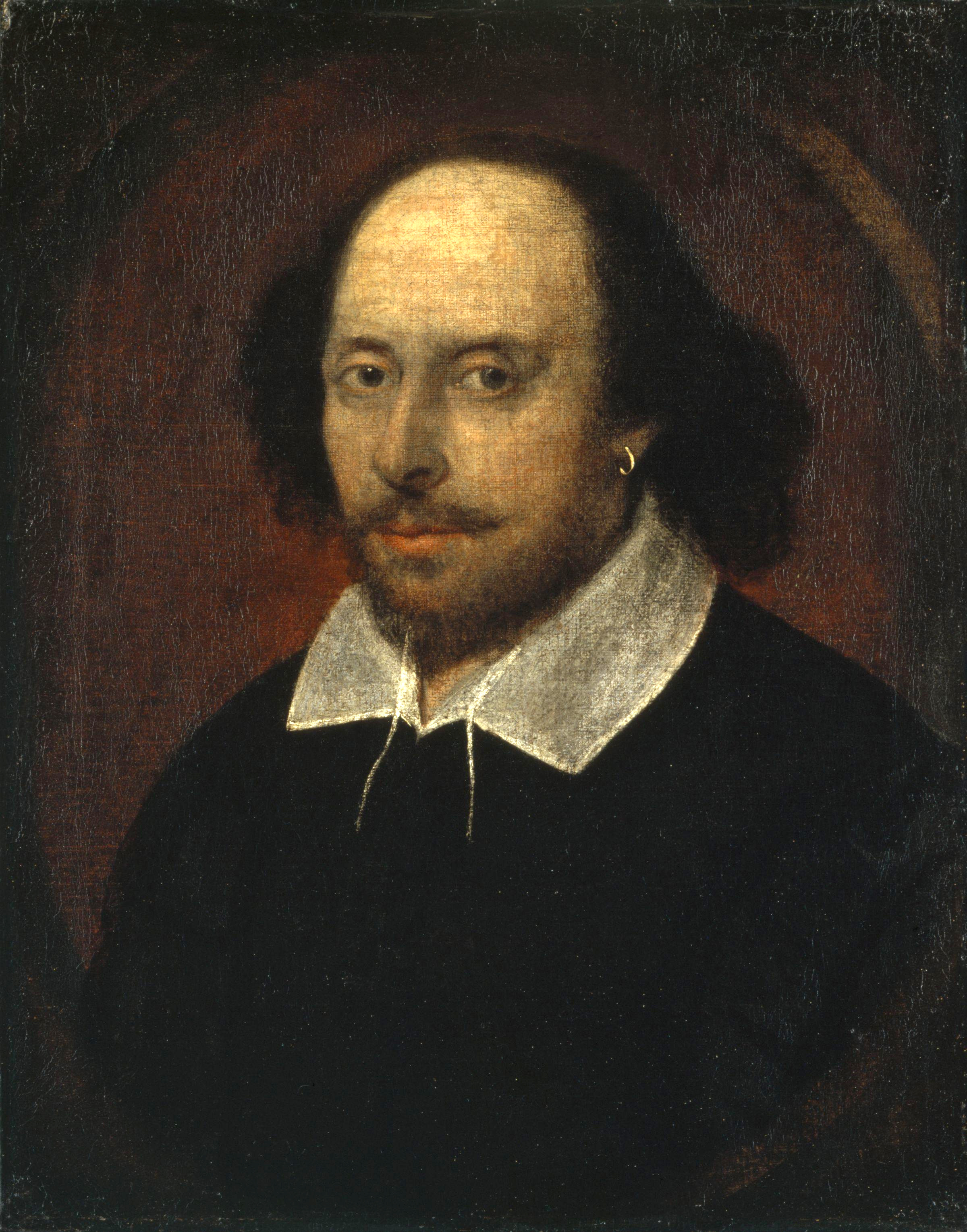
Уильям Шекспир (Национальная портретная галерея), Чандосовский портрет, автор и подлинность не подтверждены.

Влияние Уильяма Шекспира простирается на литературу и театр, включая современные, а также на лексику и форму английского языка. Широко распространено мнение о том, что он самый великий английский писатель, и выдающийся мировой драматург. Шекспир изменил европейский театр, показав, чего можно достигнуть путём работы с характеристиками персонажей, фабулой, языком и жанром. Произведения Шекспира повлияли на многих писателей и поэтов, в том числе на Германа Мелвилла и Чарльза Диккенса. Шекспир наиболее цитируемый писатель после различных авторов Библии, и многие его изречения используются во всём мире повседневно. Неологизмы Уильяма Шекспира широко используются в английском языке.

## Английский язык
Ранний современный английский язык не имел устоявшихся литературной структуры и словаря, подобных греческому или латыни, и постоянно изменялся. В то время, когда Шекспир начинал создавать свои произведения, английский язык быстро поглощал новые иностранные слова, приходящие в него посредством войн, разведки, дипломатии и колонизации. Во время Елизаветы, английский стал широко использоваться в областях философии, теологии и естественных науках, но учёным не хватало слов для выражения своих идей. Чтобы сделать это, такие писатели как Эдмунд Спенсер, Филип Сидни, Кристофер Марло и Уильям Шекспир выражали свои идеи, изобретая новые, заимствуя и перенимая слова или фразы из других языков, создавая неологизмы. Существует мнение, что Шекспир внес в английский язык около 2000 новых слов.

## Театр
Пьесы Шекспира оказали большое влияние на последующее развитие театра. Он не только создал некоторые из наиболее почитаемых пьес в европейской литературе («Макбет», «Гамлет»
и «Король Лир» считаются одними из величайших пьес в мире), но и изменил английский театр, расширив возможности использования характеров персонажей, сюжета, языка и жанра. В частности, в пьесах как «Гамлет» Шекспир «интегрировал характеры персонажей с сюжетом», так что если бы главный герой был другим в каком-либо ключе, сюжет кардинально изменился. В "Ромео и Джульетте" Шекспир соединил трагедию и комедию, создав новый жанр романтической трагедии (до Шекспира, романтика не рассматривалась как достойный трагедии сюжет). Через монологи Шекспир показал, как в пьесе можно изучить внутренние мотивы и конфликты персонажа (ранее монологи часто использовались драматургами, чтобы «представить (персонажей), передать информацию, обеспечить изложение фактов или выявить планы»).
Свои лучшие пьесы на Шекспира ориентировали и первые классики русской национальной драматургии. А. С. Пушкин обращался к его творчеству не только в поисках художественных средств, но и в раздумьях над современными ему политическими проблемами. А. С. Грибоедов интересовался Шекспиром как автор исторической литературы и писатель-мистик. Н. В. Гоголь, с другой стороны, также изучал английского драматурга, но наследовать его в своих сочинениях не пытался.